# بازگشت به زندگی (آلبوم ساندرا)
«بازگشت به زندگی» (به انگلیسی: Back to Life) آلبومی از هنرمند اهل آلمان ساندرا کرتو است که در سال ۲۰۰۹ میلادی منتشر شد.